# Jay Stephens
Jay Stephens (n. 22 martie 1971, Toronto, Ontario, Canada) este un caricaturist canadian care locuiește în prezent în Guelph, Ontario. Este cel cunoscut pentru că a creat serialul de televiziune animat Tutenstein de la Discovery Kids, Secretele familiei Sâmbătă (The Secret Saturdays) de la Cartoon Network  și al scurtmetrajelor animate JetCat pentru serialul de antologie Nickelodeon, KaBlam!.